# 구리미촌
구리미촌(栗見村)은 시가현 간자키군에 설치되었던 촌이다.